# آنری کواندا
آنری کواندا (انگلیسی: Henri Coandă؛ ۷ ژوئن ۱۸۸۶ – ۲۵ نوامبر ۱۹۷۲) یک فیزیک‌دان، و مهندس اهل رومانی بود. او کاشف اثر کواندا در مکانیک شاره‌ها و طراح هواپیمای آزمایشی کواندا-۱۹۱۰ است.